# Sissonne British Cemetery
Le  Sissonne British Cemetery  est un cimetière militaire de la Première Guerre mondiale, situé sur le territoire de la commune de Sissonne, dans le département de l'Aisne, au sud de Laon.

## Localisation
Ce cimetière est situé à 2 km au nord-est du village, sur la D8 en direction de Lappion. Il jouxte le Cimetière militaire allemand de Sissonne.

## Histoire
Le village de Sissonne a été aux mains des Allemands pendant presque toute la guerre de 1914-1918.

C'est après l'armitice que ce cimetière britannique a été créé par la concentration de tombes du champ de bataille voisin du Chemin-des-Dames et de cimetières militaires allemands dans lesquels des soldats britanniques avaient été inhumés au cours de la guerre.
 
Il y a maintenant 291 sépultures du Commonwealth de la guerre de 1914-18 commémorées sur ce site dont 127 sont non identifiées. Des mémoriaux spéciaux sont érigés à quatre soldats britanniques dont les tombes n'ont pu être retrouvées. Quelques-uns de ceux qui sont enterrés ici sont tombés en 1914, mais la grande majorité en 1918
.

## Caractéristiques
Ce  cimetière a un plan rectangulaire très allongé de 60 m sur 18.

Il est entouré d'un muret de moellons.

## Galerie

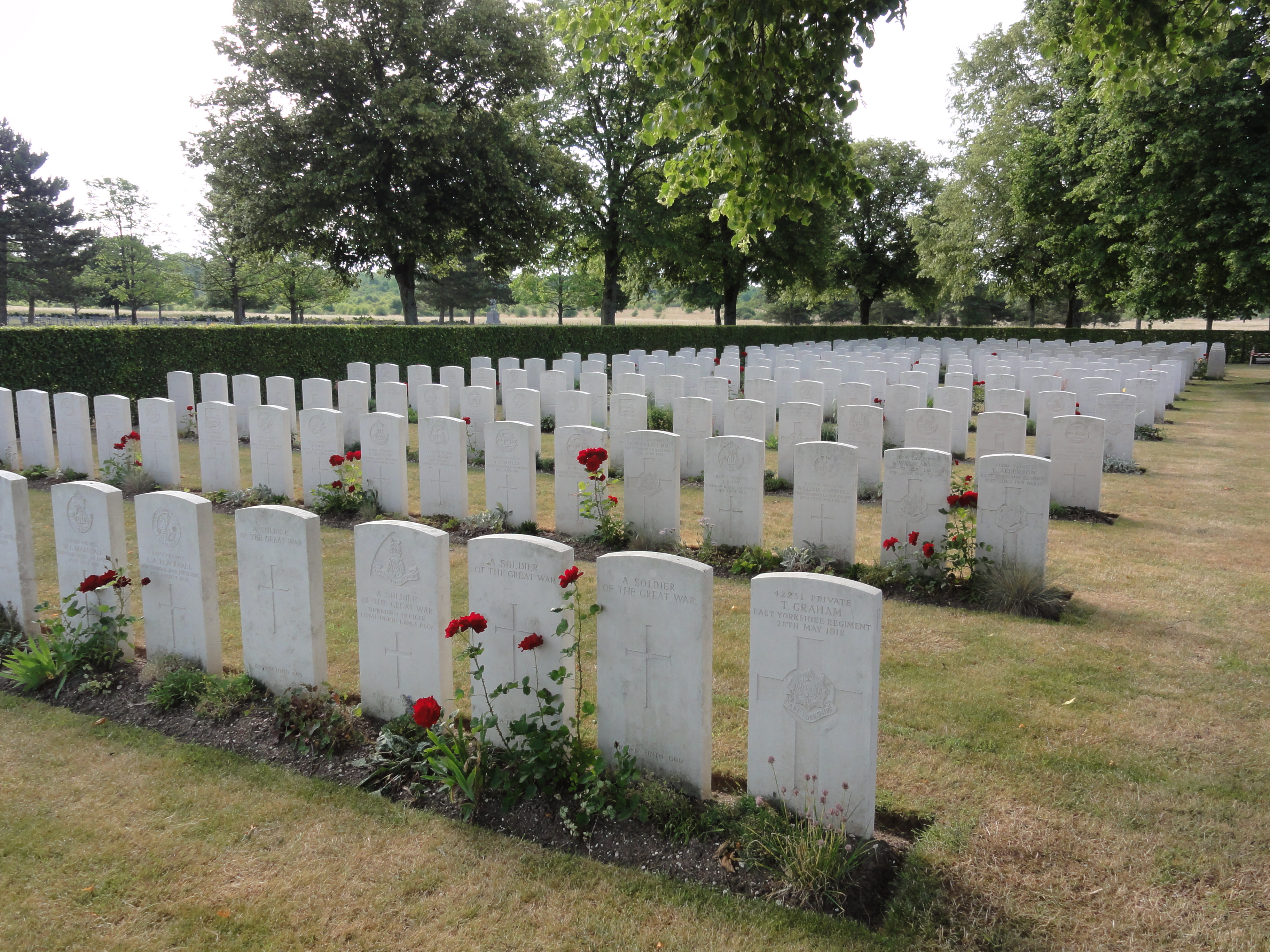
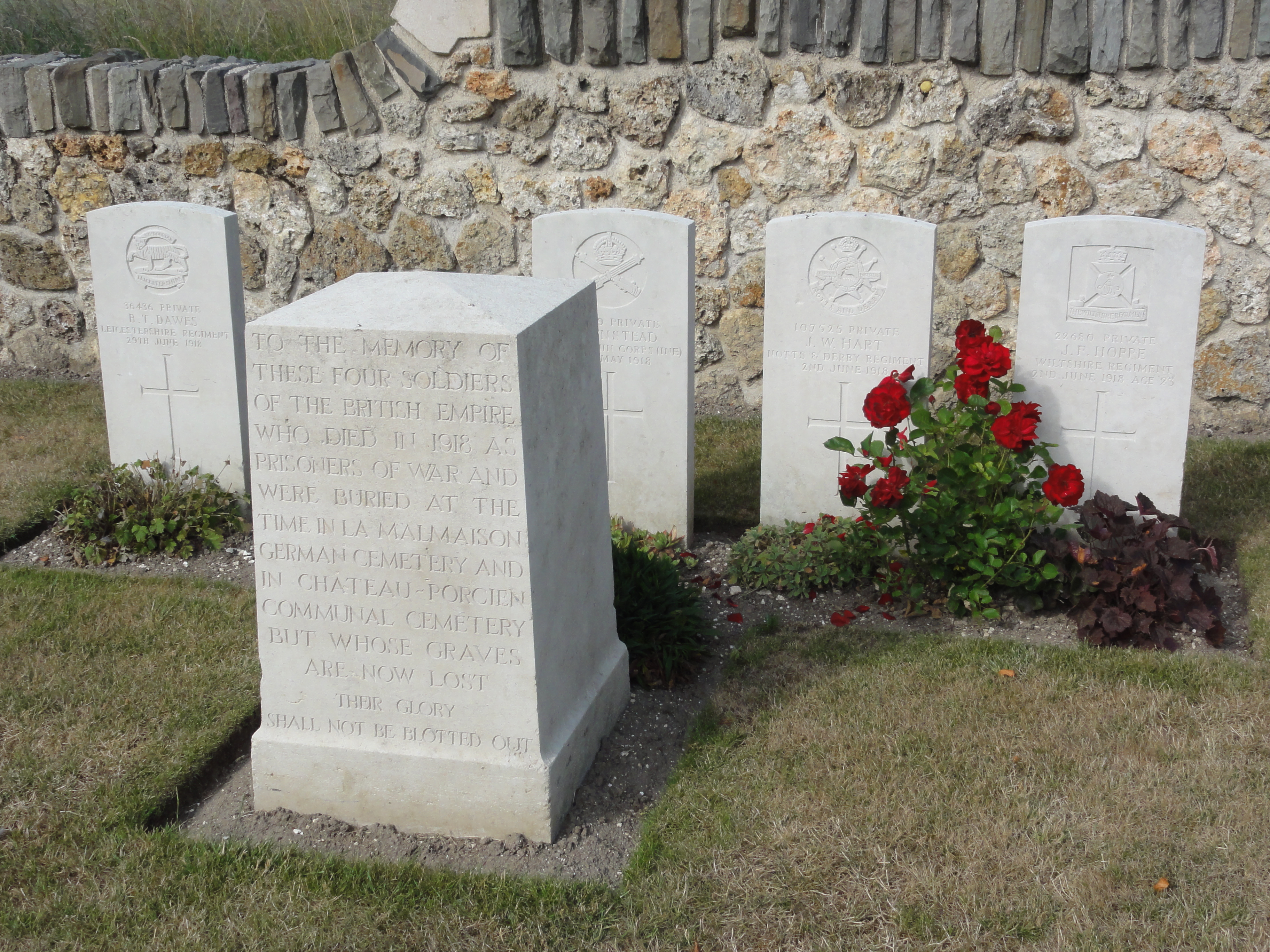
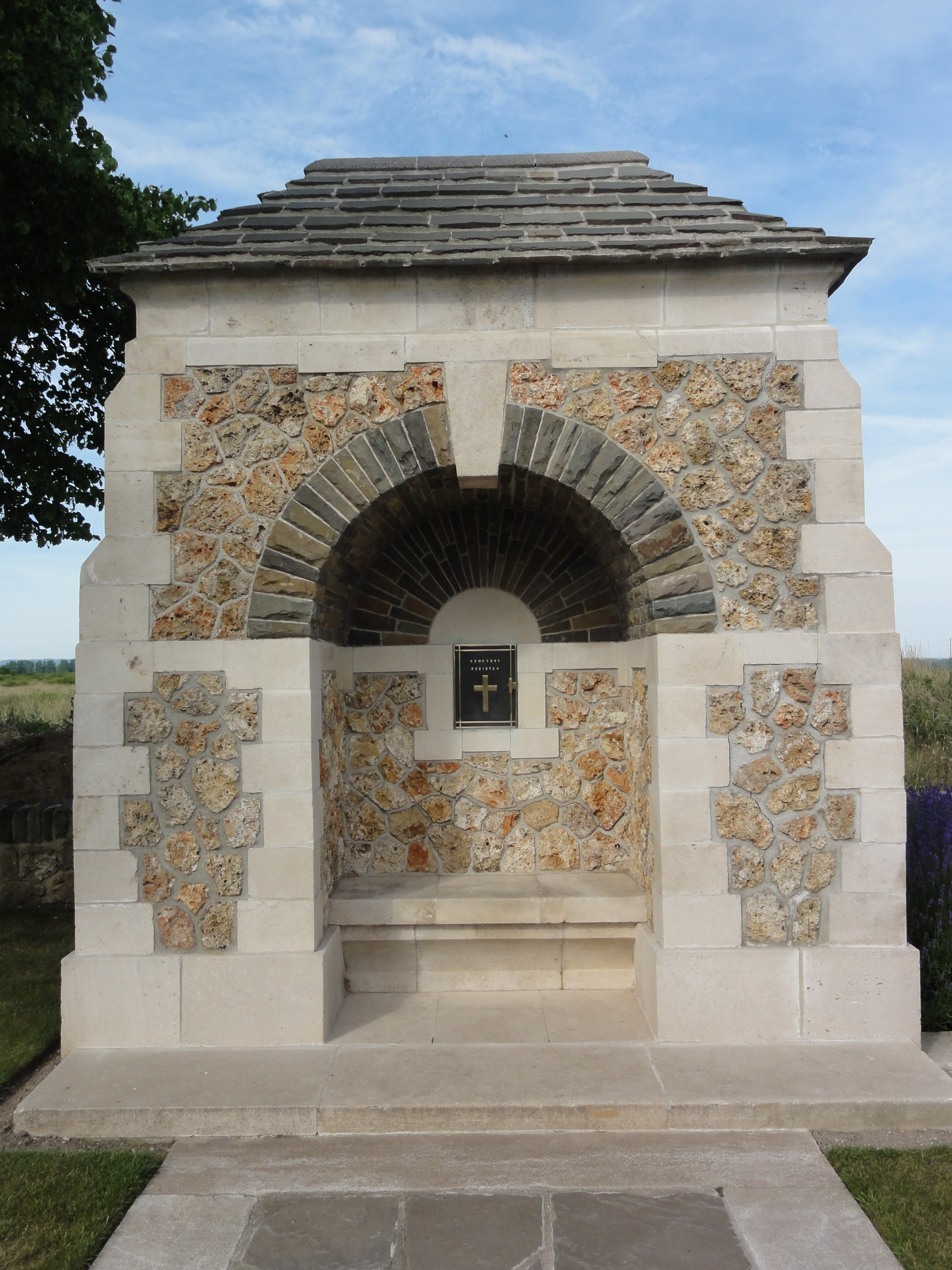

## Sépultures
| Pays        | Sépultures |
| ----------- | ---------- |
| Royaume-Uni | 291        |